# Eugenio Montes
Eugenio Montes Domínguez (Vigo, 23 de noviembre de 1900-Madrid, 28 de octubre de 1982) fue un escritor, periodista y político español de marcada significación católica que escribió en gallego y en castellano. En los años de la Segunda República se movió políticamente entre el grupo de Acción Española y Falange. Posteriormente fue uno de los intelectuales más destacados en su adhesión al régimen franquista.

## Biografía
Nacido en Vigo, muy pronto su familia se trasladó a Bande, en Orense, por lo cual el escritor se consideró siempre bandés y orensano. Estudió el bachillerato en Orense y más tarde inició en Barcelona Filosofía y Letras y Derecho, carreras que terminó, respectivamente, en Madrid y en Oviedo. Se doctoró en Filosofía y Letras con una tesis que fue dirigida por José Ortega y Gasset en la Universidad Central de Madrid.

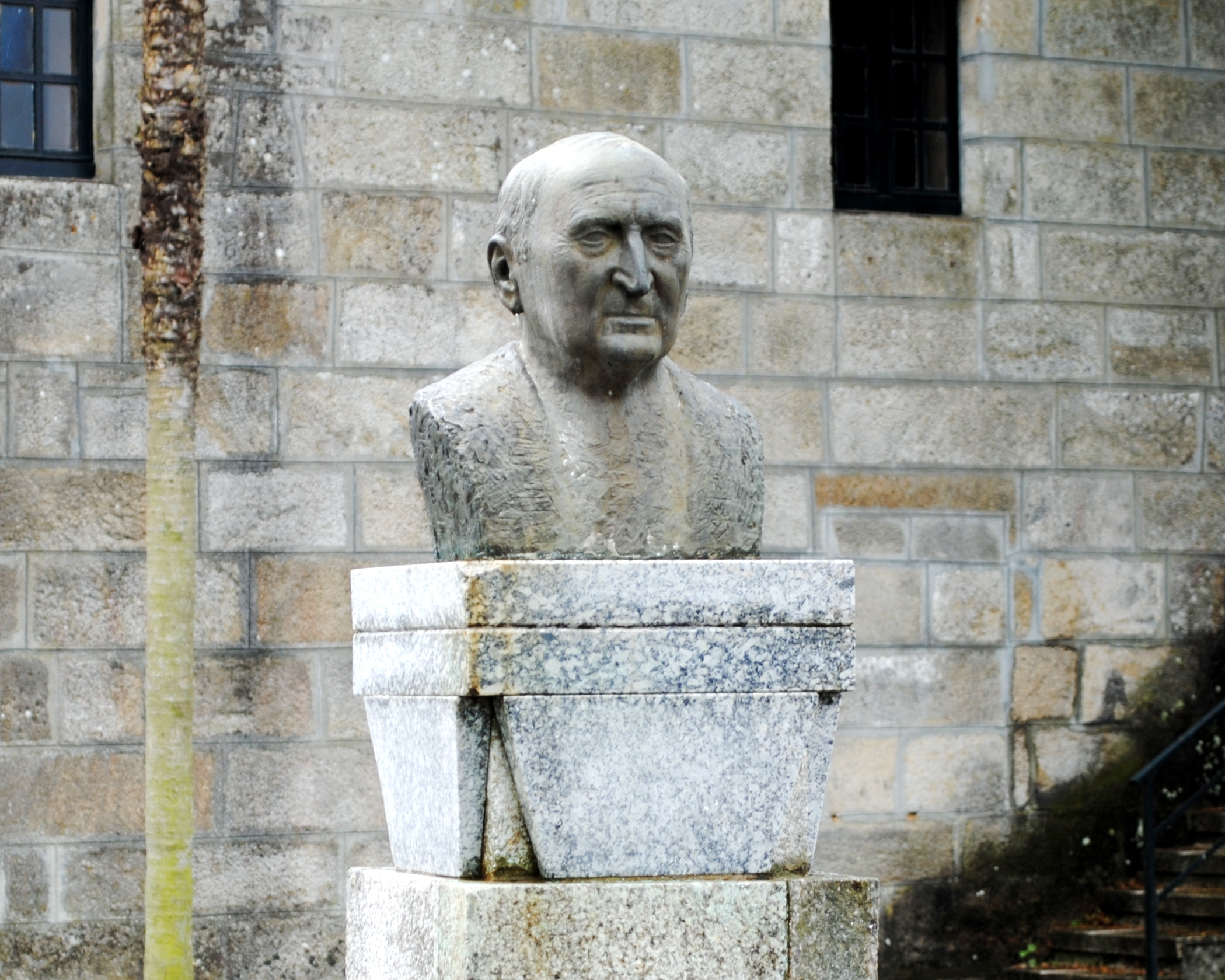
Busto en Bande

En Madrid frecuentó la tertulia el ultraísta del café Colonial, animada por Cansinos Assens, lo que le permitiría publicar en revistas ultraístas como Cervantes, Grecia, Ultra, Perseo, Cosmópolis y Horizonte. También colaboró con la revista en lengua gallega Nós, dirigida por Vicente Risco, en la que publicó poemas en gallego, lengua materna en la que Montes publicó tres libros: un poemario, Versos a tres cás o neto (1930); un libro de relatos, O vello mariñeiro toma o sol, e outros contos (1922), y un ensayo, Estética da muñeira (1922). También publicó en otros diarios y revistas gallegos. 
A principios de la década de 1930, comenzó a dedicarse exclusivamente al periodismo. Colaboró en La Gaceta Literaria y alcanzó notoriedad como corresponsal de los periódicos ABC y El Debate en varias capitales europeas.
Durante la Segunda República, colaboró con sus artículos en la revista monárquica Acción Española, inspirada en el tradicionalismo católico español, el integralismo lusitano y las ideas nacionalistas de Charles Maurras. En 1933 fue uno de los fundadores de Falange Española, aunque sus ideas políticas estaban más cerca del tradicionalismo monárquico que del fascismo. Acompañó a José Antonio Primo de Rivera en sus viajes a la Alemania y a la Italia nacionalistas (1934-1935). Colaboró con sus artículos y conferencias a la difusión de la ideología falangista, que diagnosticaba una crítica feroz contra el liberalismo político, tanto con anterioridad a la guerra como durante el desarrollo de la misma. Fue colaborador del diario falangista Arriba España de Pamplona.
Tras la guerra Montes continuó ejerciendo como periodista, siendo corresponsal de los periódicos ABC y Arriba. Fue, asimismo, director del Instituto de España en Lisboa. También realizó frecuentes giras por Hispanoamérica como conferenciante. Publicó varios libros de artículos y ensayos breves: El viajero y su sombra (1940), Federico II de Sicilia y Alfonso X de Castilla (1943), Elegías europeas (1949), La estrella y la estela (1953) y Discurso a la catolicidad española (1954). Además, escribió el guion sobre el que se basarían José Antonio Nieves Conde y Gonzalo Torrente Ballester para realizar la película Surcos, una de las obras cinematográficas más representativas del neorrealismo español. Estuvo casado con Natividad Zaro, titular de la productora de cine Atenea, quien intervino también en el guion de Surcos. 
En 1963 fue nombrado director del Instituto de España en Roma. En 1978 leyó su discurso de ingreso en la Real Academia Española, acerca de «El romanticismo de los clásicos». El 29 de junio de 1980 leyó su discurso de recepción en la Real Academia de Bellas Artes de San Fernando titulado «Miguel Angel en el Jardín de los Medicis».
Falleció el 28 de octubre de 1982 en su domicilio del número 16 de la madrileña calle de Génova, víctima de una necrosis medular.

## Obras

### En gallego
- O vello mariñeiro toma o sol, e outros contos (Ed. Céltiga, Ferrol, 1922)
- Versos a tres cás o neto (Ed. Nós, La Coruña, 1930)

### En castellano
- El viajero y su sombra, Madrid, Cultura Española, 1940
- Discurso a la catolicidad española, 1940
- Melodía italiana, 1943
- Federico II de Sicilia y Alfonso X de Castilla, 1943
- Elegías europeas, Madrid, Afrodisio Aguado, 1949
- La estrella y la estela, Ediciones del Movimiento, Madrid, 1953

## Reconocimientos
- Gran Cruz de la Orden Imperial de las Flechas Rojas (1939)[8]